# Mercedes-Benz O407
De Mercedes-Benz O407, een voormalige lijn van streekbussen van het Duitse automobielconcern Daimler-Benz, is de opvolger van de Mercedes-Benz O307 en is zelf opgevolgd door de O408 en nog later door de Integro. De O407 was in productie van 1987 tot 2001 en had als doel de interstedelijke versie te worden van de O405.

## Bouwwijze
De belangrijkste verschillen tussen de O407 en O405 waren:
- de O407 was ongeveer een halve meter langer, wat vooral te zien is in de raampartijen tussen de eerste en tweede deur (dit komt ook doordat de instapdeur een smalle enkelbladsdeur is, bij de O405 is dit een dubbele deur);
- de vloer bij de O407 was iets hoger, waardoor er meer zitplaatsen gecreëerd konden worden.

## Inzet in Nederland en België
In Nederland en België bleef het aantal O407 beperkt tot twee. Deze zijn tweedehands overgenomen van Duitse bedrijven. De meeste bussen waren vooral terug te vinden op schoolbuslijnen en in Duitsland in het streekvervoer.

### Nederland
Het destijds enige Nederlandse exemplaar van de O407, gebouwd in 1995, was tweedehands uit Duitsland aangekocht en reed bij het busbedrijf Jan Mekers te Etten (Gelderland). In 2003 werd de bus verkocht aan het Zeeuwse vervoerbedrijf Van Oeveren in Zierikzee. Beide bedrijven, ook actief met lijndiensten in opdracht van Connexxion, gebruikten deze bus voornamelijk voor groeps- en schoolvervoer. Van Oeveren verkocht de bus in 2010 aan een bedrijf in Kappeln in Sleeswijk-Holstein. Het tweede exemplaar heeft Fietax geïmporteerd vanuit Duitsland.

### België
In België komen maar twee exemplaren voor, die beide gebruikt worden op enkele lijndiensten voor TEC in Namen-Luxemburg. Een exemplaar, tweedehands gekocht van het Duitse vervoerbedrijf Busverkehr Rhein Neckar (BRN), komt voor bij het vervoerbedrijf Transports Penning. Het andere exemplaar rijdt bij Poncin et Clébant en is tweedehands gekocht van het Duitse vervoerbedrijf Regionalverkehr Alb-Bodensee (RAB).

### Inzetgebieden
| Land      | Bedrijf            | Serie    | Aantal | Bouwjaar | Inzet           | Opmerking                                                     |
| --------- | ------------------ | -------- | ------ | -------- | --------------- | ------------------------------------------------------------- |
| België    | Poncin et Clébant  | 605199   | 1      | 1996     | Namen-Luxemburg | ex-Regionalverkehr Alb-Bodensee                               |
| België    | Transports Penning | 563208 b | 1      | 1994     | Namen-Luxemburg | ex-Busverkehr Rhein Neckar                                    |
| Nederland | Van Oeveren        | 72       | 1      | 1995     | Noord-Zeeland   | ex-Duitsland, ex-Mekers, Etten, nu bij Taxi Simonsen, Kappeln |
| Nederland | Fietax             | 83-BGP-4 | 1      | 2000     | Overijssel      | ex-Duitsland                                                  |

## Verwante modellen
- De midibus-versie van de O407 was de O402, met een lengte van 8 meter. Hiervan zijn er in de jaren 1985-89 slechts 60 gebouwd. Geen enkel exemplaar van dit type heeft in Nederland dienstgedaan.
- De gelede versie van de O407 was gebaseerd op de O405G.
- De tegenhanger voor stadsbusdiensten van de O407 was de O405, die ook veel voor streekvervoer is gebruikt. Deze had een zijraam minder, een dubbele voordeur en was circa 11.5 meter lang. Dit model kwam veel voor in Nederland, bij zowel streek- als stadsvervoerders als Westnederland, Zuid-West-Nederland, OAD, HTM, RET, GVB Groningen, SVD, Van Oeveren en Vermaat, en door overnames later vooral bij Arriva, Connexxion en TCR.
- Op basis van de O407 streekbus is de luxe streekbus O408 ontwikkeld, die ook in Nederland heeft gereden, vooral bij Westnederland, FRAM en GADO en de rechtsopvolgers daarvan Connexxion en Arriva.

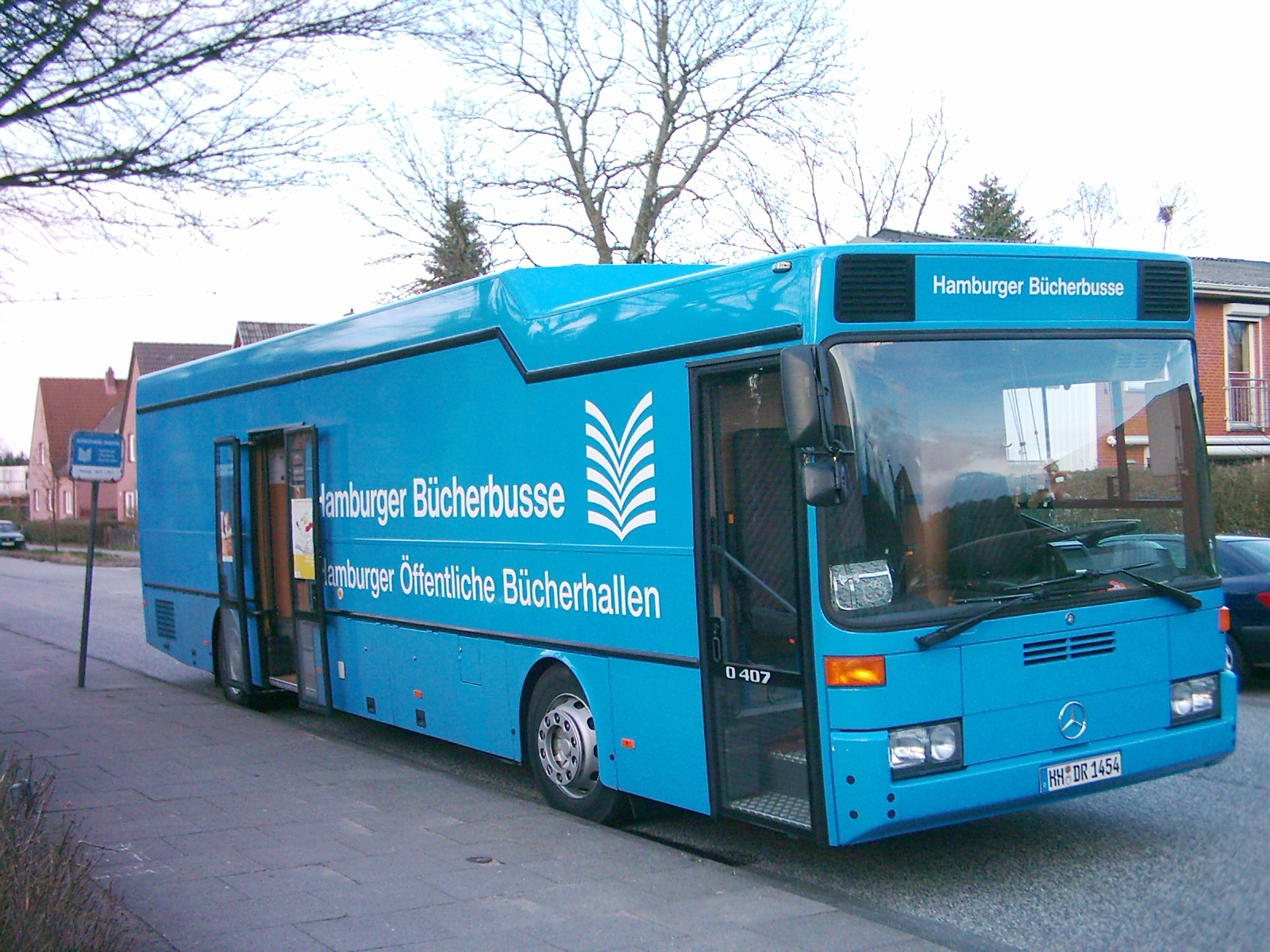
Een tot boekenbus omgebouwde O407

## Bijzonder exemplaar
In Duitsland, rond Hamburg, rijdt een tot boekenbus omgebouwde O407.